# Leptocheirus pilosus
Leptocheirus pilosus är en kräftdjursart som beskrevs av Ernst Gustav Zaddach 1844. Enligt Catalogue of Life ingår Leptocheirus pilosus i släktet Leptocheirus och familjen Aoridae, men enligt Dyntaxa är tillhörigheten istället släktet Boeckia och familjen Aoridae. Arten är reproducerande i Sverige. Inga underarter finns listade i Catalogue of Life.